# (39665) 1995 WU6
(39665) 1995 WU6 est un objet de la ceinture principale d'astéroïdes intérieure de 1,591 km de diamètre découvert en 1995.

## Description
(39665) 1995 WU6 a été découvert le 16 novembre 1995 à Kushiro (Japon) par Seiji Ueda et Hiroshi Kaneda.

### Caractéristiques orbitales
L'orbite de cet astéroïde est caractérisée par un demi-grand axe de 1,93 ua, un périhélie de 1,74 ua, une excentricité de 0,010 et une inclinaison de 22,32° par rapport à l'écliptique. Du fait de ces caractéristiques, à savoir un demi-grand axe inférieur à 2 ua et un périhélie supérieur à 1,666 ua, il est classé, selon la JPL Small-Body Database, objet de la ceinture principale d'astéroïdes intérieure.

### Caractéristiques physiques
(39665) 1995 WU6 a une magnitude absolue (H) de 14,9 et un albédo estimé à 0,920, ce qui permet de calculer un diamètre de 1,591 km. Ces résultats ont été obtenus grâce aux observations du Wide-Field Infrared Survey Explorer (WISE), un télescope spatial américain mis en orbite en 2009 et observant l'ensemble du ciel dans l'infrarouge, et publiés en 2011 dans un article présentant les premiers résultats concernant les astéroïdes de la ceinture principale.